# Ungdoms-EM i håndbold (piger)
Ungdomseuropamesterskabet i håndbold for piger var et mesterskab for europæiske pigehåndboldlandshold. Mesterskabet blev arrangeret af European Handball Federation og afviklet i perioden 1992-2003, hvorefter det blev afløst U.17-EM for piger.

## Medaljestatistik 1997-2003[1][2]
| Plac. | Land     | Guld | Sølv | Bronze | Total |
| ----- | -------- | ---- | ---- | ------ | ----- |
| 1.    | Rusland  | 2    | 1    | 1      | 4     |
| 2.    | Rumænien | 1    | 1    | -      | 2     |
| 3.    | Spanien  | 1    | -    | -      | 1     |
| 4.    | Tyskland | -    | 1    | 1      | 2     |
| 5.    | Norge    | -    | 1    | -      | 1     |
| 6.    | Ungarn   | -    | -    | 2      | 2     |

## Mesterskaber 1992-2003
| Turn. | Værtsland | Guld     | Sølv       | Bronze     | Danmarks plac. |
| ----- | --------- | -------- | ---------- | ---------- | -------------- |
| 1992  | Ungarn    | Norge[3] | Danmark[4] | [1]        | Nr. 2[4]       |
| 1994  | Litauen   | [2]      | [2]        | Danmark[4] | Nr. 3[4]       |
| 1997  | Østrig    | Spanien  | Norge      | Rusland    | Nr. 5          |
| 1999  | Tyskland  | Rumænien | Rusland    | Tyskland   | Nr. 7          |
| 2001  | Tyrkiet   | Rusland  | Tyskland   | Ungarn     | Kvalifikation  |
| 2003  | Rusland   | Rusland  | Rumænien   | Ungarn     | Nr. 4          |